# Khyenrab Yönten Gyatso
Khyenrab Yönten Gyatso was een Tibetaans geestelijke.
Hij was de achtentachtigste Ganden tripa van ca. 1914 tot 1919 en daarmee de hoofdabt van het klooster Ganden en hoogste geestelijke van de gelugtraditie in het Tibetaans boeddhisme.